# Sunrise Airways
 (juillet 2017).
Si vous disposez d'ouvrages ou d'articles de référence ou si vous connaissez des sites web de qualité traitant du thème abordé ici, merci de compléter l'article en donnant les références utiles à sa vérifiabilité et en les liant à la section « Notes et références ».
Sunrise Airways S.A. est une compagnie aérienne  non haïtienne qui offre des vols réguliers et des vols charters.

## Histoire
Fondée en 2009 par Philippe Bayard, homme d'affaires et pilote, Sunrise Airways développe un réseau aérien complet dans le but de relier les capitales et les îles qui partagent le même espace et le même avenir dans la région des Caraïbes. Depuis 2012 , la compagnie relève le défi de connecter la région pour développer et renforcer les liens entre les membres de la communauté caribéenne au bénéfice de sa population. L'objectif de Sunrise Airways est de connecter la région caribéenne en offrant régularité et ponctualité au juste prix pour les usagers.
Plus d'un million de passagers ont été transportéstransportés en 10 ans.
La compagnie dessert 4 villes intérieures en Haïti, 5 à 7 villes internationales et 5 pays dans les Caraïbes,,,.

## Destinations[8]
| Pays                   | Ville            | Airport                                    | Notes                                                                                       | Refs   |
| ---------------------- | ---------------- | ------------------------------------------ | ------------------------------------------------------------------------------------------- | ------ |
| Cuba                   | La Havane        | José Martí International Airport           |                                                                                             | [ 9 ]  |
| Cuba                   | Santiago de Cuba | Antonio Maceo Airport                      |                                                                                             | [ 10 ] |
| République dominicaine | Santo Domingo    | Las Américas International Airport         |                                                                                             |        |
| République dominicaine | Santo Domingo    | La Isabela International Airport           |                                                                                             |        |
| États-Unis             | Miami            | Miami International Airport                |                                                                                             |        |
| Haïti                  | Cap-Haïtien      | Cap-Haïtien International Airport          |                                                                                             |        |
| Haïti                  | Jérémie          | Jérémie Airport                            |                                                                                             | [ 11 ] |
| Haïti                  | Les Cayes        | Antoine-Simon Airport                      |                                                                                             |        |
| Haïti                  | Port-au-Prince   | Toussaint Louverture International Airport | Depuis janvier 2025 la compagnie ne dessert plus cet aéroport pour des raisons de sécurité. |        |
| Panama                 | Panama City      | Tocumen International Airport              |                                                                                             |        |
| Guadeloupe             | Pointe-à-Pitre   | Pointe-à-Pitre International Airport       |                                                                                             |        |
| Antigua and Barbuda    | Saint John's     | V.C. Bird International Airport            |                                                                                             | ,      |

## Flotte
En 2025, la flotte de Sunrise Airways se compose des avions suivants :
| Avion                      | En service | Commandes | Passagers | Notes                               |
| -------------------------- | ---------- | --------- | --------- | ----------------------------------- |
| Embraer EMB 120ER Brasilia | 5          | —         | 30        | Leased from Sahara African Aviation |
| Embraer EMB 145LR Brasilia | 1          |           | 50        | Leased from Sahara African Aviation |
| Total                      | 6          | —         |           |                                     |